# Шевченкове (Яготинська міська громада)
Шевче́нкове —  село в Україні, в Бориспільському районі Київської області. Населення становить 75 осіб. Входить до складу Яготинської міської громади.

## Історія
На мапі 1941 року - хутір Шевченко, 38 дворів.
| Україна | Це незавершена стаття з географії України. Ви можете допомогти проєкту, виправивши або дописавши її. |